# Zyanid-Nitroprussid-Test
Der Zyanid-Nitroprussid-Test findet in der Diagnostik der Cystinurie Anwendung, bei der es unter anderem zu einer erhöhten Ausscheidung der Aminosäure Cystin kommt.
Das im Urin enthaltene Cystin wird mit diesem Test qualitativ nachgewiesen, indem es mittels Cyanid zu Cystein reduziert wird. In Anwesenheit von Nitroprussid färbt sich die Lösung rot. Ein positives Testergebnis zeigt eine Konzentration im Urin von über 75 mg/l an und spricht für die Diagnose einer Cystinurie. Ein negatives Resultat schließt das Vorliegen einer Cystinurie mit hoher Wahrscheinlichkeit aus.